# أسيل عمران
أسيل عمران (12 نوفمبر 1989 -)، مغنية وممثلة سعودية.

## عن حياتها
ولدت في العاصمة الرياض على الرغم من أن أصولها تعود إلى المنطقة الشرقية وذلك بسبب عمل والدها حيث كان يعمل عسكرياً، وهي الأخت الصغرى للإعلامية لجين عمران، شاركت في برنامج نجوم الخليج في عام 2005 عرض في قناة نجوم لكن لم تصل إلى النهائيات، وبعده شاركت في برنامج نجم الخليج الذي عرض على تلفزيون دبي عام 2006 ووصلت للمرحلة النهائية وبعد خروجها منه استمرت بالعمل الفني حيث طرحت عدة ألبومات وأغاني منفردة، كما أنها دخلت مجال التمثيل في مسلسل شبابي صورته بعام 2011 حمل اسم 04 عرض على إم بي سي 4 بعد ذلك استمرت كممثلة أيضًا.

### حياتها الأسرية
تزوجت في 8 أغسطس 2008 من المذيع البحريني خالد الشاعر الذي قام بالمشاركة معها في برنامج الواقع «هي وهو» على قناة إم بي سي 1 وفكرة البرنامج تتحدث عن حياة زوجان بشكل يومي وعرض البرنامج بالفترة من 25 سبتمبر 2010 إلى 1 يناير 2011 وحقق نسبة مشاهدة عالية في الوطن العربي، ولكنهما انفصلا بعام 2012 بعد عدة خلافات. إلا ان بعد فترة من طلاقهما في عام 2014 ما يقارب بثلاث سنين رجعت أسيل إلى طليقها خالد الشاعر وعادت وانفصلت عنه في عام 2015. رزقت منه بابن وحيد اسمه «وليد» توفي وهو لا يزال طفلا

## أعمالها

### المسلسلات
| سنة الإنتاج | اسم المسلسل    | الشخصية       |
| ----------- | -------------- | ------------- |
| 2012        | 04             | مريم          |
| 2012        | أكون أو لا     | ثريا          |
| 2012        | لو باقي ليلة   | وجيهة         |
| 2013        | سر الهوى       | هبة           |
| 2013        | عطر الجنة      | مها           |
| 2013        | وديمة وحليمة   | أسماء         |
| 2014        | اشوفكم على خير | لطيفة         |
| 2014        | العافور        | وفاء          |
| 2014        | ريحانة         | ثُـريـا        |
| 2015        | قابل للكسر     | ود            |
| 2017        | حياة ثانية     | وعد           |
| 2017        | اليوم الأسود   | يارا          |
| 2017        | غرابيب سود     | أمل           |
| 2018        | هارون الرشيد   | سيرين         |
| 2019        | ماذا لو        | غالية         |
| 2020        | مخرج 7         | هديل          |
| 2021        | ممنوع التجول   | شخصيات متعددة |
| 2025        | لام شمسية      | هبة           |

### المسرح
| سنة الإنتاج | المسرحية              | الشخصية |
| ----------- | --------------------- | ------- |
| 2012        | الجميلة والوحش        |         |
| 2013        | الدنيا أماني          |         |
| 2013        | أرض الأحلام           |         |
| 2014        | مدينة البطاريق 2      |         |
| 2015        | مصنع الكارتون         |         |
| 2016        | كوكينغ شو             |         |
| 2023        | معلقاتنا امتداد أمجاد | [ 10 ]  |
| 2023        | تطبق الشروط والأحكام  |         |

### الأفلام
| سنة الإنتاج | الفيلم      | الشخصية |
| ----------- | ----------- | ------- |
| 2023        | طريق الوادي | سهام    |

### الألبومات الغنائية
| الألبوم     | العام | المنتج            |
| ----------- | ----- | ----------------- |
| خجلانة      | 2007  | روتانا            |
| الله يهنيني | 2009  | روتانا            |
| مو بالساهل  | 2011  | بلاتينيوم ريكوردز |

### أغاني فردية
- (2010): عيد الحب
- (2011): نامي وجاء القمر، مع المغنية حلا الترك
- (2012): أنا وحبيبي
- (2016): Don't you need somebody

### تقديم البرامج
عام 2015 شاركت في تقديم برنامج اكتشاف المواهب التمثلية عرب كاستنغ على تلفزيون أبو ظبي مع وسام بريدي

## الجوائز والترشيحات
| السنة | الجائزة                                                                                        | الفئة           | النتيجة | مراجع  |
| ----- | ---------------------------------------------------------------------------------------------- | --------------- | ------- | ------ |
| 2019  | جائزة اختيار أطفال نكلوديون - أبو ظبي                                                          | الممثلة المفضلة | فوز     | [ 13 ] |
| 2023  | جائزة النخلة الذهبية لأفضل ممثلة (فيلم طريق الوادي) في الدورة التاسعة من مهرجان أفلام السعودية | الأفلام الطويلة | فوز     | [ 14 ] |

## وصلات خارجية
- أسيل عمران على موقع IMDb (الإنجليزية)
- أسيل عمران على موقع روتن توميتوز (الإنجليزية)
- أسيل عمران على موقع قاعدة بيانات الأفلام العربية
- أسيل عمران على موقع أول موفي (الإنجليزية)
- أسيل عمران على موقع أول ميوزيك (الإنجليزية)
- أسيل عمران على موقع ديسكوغز (الإنجليزية)
- أسيل عمران على موقع قاعدة بيانات الفيلم (الإنجليزية)
- أسيل عمران على موقع ليتربوكسد (الإنجليزية)
- أسيل عمران على موقع كينوبويسك (الروسية)